# Setaleyrodes
Setaleyrodes es un género de insectos hemípteros de la familia Aleyrodidae, subfamilia Aleyrodinae. El género fue descrito primero por Takahashi en 1931.

## Especies
La siguiente es la lista de especies pertenecientes a este género.
- Setaleyrodes litseae David & Sundararaj, 1991
- Setaleyrodes mirabilis Takahashi, 1931
- Setaleyrodes quercicola Takahashi, 1934
- Setaleyrodes takahashia Singh, 1933
- Setaleyrodes thretaonai David, 1981
- Setaleyrodes vigintiseta Martin, 1999